# Tonći Kukoč
Tonći Kukoč-Petraello (Spalato, 25 settembre 1990) è un calciatore croato, difensore o centrocampista del Segesta.

## Biografia
Nato a Spalato, suo zio Toni Kukoč è stato un cestista.

## Caratteristiche tecniche
Centrocampista sinistro di spinta, gioca soprattutto per la squadra inviando cross al reparto offensivo, data la sua duttibilità nella parte sinistra del terreno di gioco può essere impiegato anche come ala o terzino.

## Carriera

### Club
Inizia a giocare nel 2007 militando nelle giovanili dell'Hajduk Spalato. All'età di diciotto anni supera il provino con la squadra russa di Ramenskoe, il Saturn, ma la società croata rifiuta il suo trasferimento. All'inizio della stagione calcistica 2009-2010 viene mandato in prestito all'Istria 1961 per poi concludere la stagione al Mosor, sempre con la formula del prestito. Nel 2010 ritorna nella squadra di Spalato e debutta con i nuovi compagni il 7 novembre nella vittoria in casa per 4-1 contro il Dinamo Zagabria dove subentra ad Ante Vukušić all'89 minuto. Dopo una sola partita giocata viene mandato di nuovo in prestito, stavolta all'Hrvatski Dragovoljac, dove concluderà la stagione con cinque presenze all'attivo e una sola rete segnata. Nel 2011 ritorna all'Hajduk Spalato per prendere parte alla stagione 2011-2012.
A gennaio del 2013 rescinde con il club croato, aggregandosi a quello italiano del Brescia. La società lombarda lo tessera solo l'8 luglio, in modo da poterlo registrare come giocatore comunitario, visto l'ingresso della Croazia nell'Unione europea.
Dopo una buona esperienza bulgara nelle file del CSKA Sofia, torna in Italia nel Livorno, dove scende in campo in cinque occasioni. A gennaio 2016 viene ceduto al Como in cambio di Martino Borghese, anche lui difensore. Dopo aver totalizzato solo due presenze con la squadra lombarda, nel maggio 2016, dopo la matematica retrocessione del Como in Lega Pro, rescinde il contratto che lo legava ai lariani.
L'8 gennaio 2017, dopo aver passato diversi mesi da svincolato, viene tesserato dallo Zrinjski Mostar campione in carica della Bosnia, con cui si lega per due anni e mezzo. Esordisce con il club bosniaco l'8 marzo nei quarti di andata della coppa nazionale contro il Široki Brijeg, mentre alla prima partita di campionato riesce a segnare al debutto firmando il momentaneo 1-0 nella partita che finirà poi 1-1 contro il Krupa, a fine stagione si laurea campione della Bosnia vincendo di una sola lunghezza sullo Željezničar. Nella stagione successiva trova pochissimo spazio e dopo un totale di cinque partite e un gol, il 27 gennaio 2018 dopo un breve periodo di prova si accasa all'Honvéd club campione in carica d'Ungheria firmando un contratto biennale. Fa il suo esordio il 21 febbraio nell'andata degli ottavi di finale di Coppa d'Ungheria contro il Siófok, esordendo in campionato tre giorni dopo nel derby cittadino contro il Ferencváros. Nel corso della stagione per il suo carattere e la grinta che mette in ogni partita viene apprezzato notevolmente dai tifosi che ne fanno uno degli uomini simboli della squadra, divenendo un importante assist man, segna la sua prima rete il 21 settembre 2019 nella vittoria esterna per 7-1 avvenuta ai danni del Dunaharaszti in Coppa d'Ungheria. Ripetendosi nella medesima competizione contro l'Haladás nell'andata degli ottavi di finale vinta proprio grazie al suo gol.
Il 24 giugno in occasione della sua cinquantesima presenza dove come da consuetudine nel club viene premiato con una maglia celebrativa da parte del presidente, segna la sua prima rete in campionato segnando il definitivo gol del 4-2 a favore della sua squadra ai danni del Kaposvár.

### Nazionale
Debutta nel 2011 con la Croazia Under-21, dal primo minuto, nella partita persa per 4-0 in trasferta contro la Svizzera Under-21. Giocando successivamente altre due partite sempre nella stessa stagione.

## Statistiche

### Presenze e reti nei club
Statistiche aggiornate al 9 aprile 2022.
| Stagione               | Squadra                | Campionato             | Campionato | Campionato | Coppe nazionali | Coppe nazionali | Coppe nazionali | Coppe continentali | Coppe continentali | Coppe continentali | Altre coppe | Altre coppe | Altre coppe | Totale | Totale |
| Stagione               | Squadra                | Comp                   | Pres       | Reti       | Comp            | Pres            | Reti            | Comp               | Pres               | Reti               | Comp        | Pres        | Reti        | Pres   | Reti   |
| ---------------------- | ---------------------- | ---------------------- | ---------- | ---------- | --------------- | --------------- | --------------- | ------------------ | ------------------ | ------------------ | ----------- | ----------- | ----------- | ------ | ------ |
| 2009-gen. 2010         | Istria 1961            | 1.HNL                  | 5          | 0          | CC              | 0               | 0               | -                  | -                  | -                  | -           | -           | -           | 5      | 0      |
| gen.-giu. 2010         | Mosor Žrnovnica        | 2.HNL                  | 12         | 2          | CC              | -               | -               | -                  | -                  | -                  | -           | -           | -           | 12     | 2      |
| 2010-gen. 2011         | Hajduk Spalato         | 1.HNL                  | 1          | 0          | CC              | 0               | 0               | UEL                | 0                  | 0                  | SC          | 0           | 0           | 1      | 0      |
| gen.-giu. 2011         | Hrvatski Dragovoljac   | 1.HNL                  | 5          | 1          | CC              | -               | -               | -                  | -                  | -                  | -           | -           | -           | 5      | 2      |
| 2011-2012              | Hajduk Spalato         | 1.HNL                  | 20         | 2          | CC              | 3               | 0               | UEL                | 1                  | 0                  | -           | -           | -           | 24     | 2      |
| 2012-gen. 2013         | Hajduk Spalato         | 1.HNL                  | 1          | 0          | CC              | 1               | 0               | UEL                | 1                  | 0                  | -           | -           | -           | 3      | 0      |
| Totale Hajduk Spalato  | Totale Hajduk Spalato  | Totale Hajduk Spalato  | 22         | 2          |                 | 4               | 0               |                    | 2                  | 0                  |             | 0           | 0           | 28     | 2      |
| 2013-2014              | Brescia                | B                      | 24         | 0          | CI              | 2               | 0               | -                  | -                  | -                  | -           | -           | -           | 26     | 0      |
| 2014-2015              | CSKA Sofia             | A-PFG                  | 14+8       | 1+1        | CB              | 1               | 0               | UEL                | 0                  | 0                  | -           | -           | -           | 23     | 2      |
| 2015-gen. 2016         | Livorno                | B                      | 5          | 0          | CI              | 0               | 0               | -                  | -                  | -                  | -           | -           | -           | 5      | 0      |
| gen.-giu. 2016         | Como                   | B                      | 2          | 0          | CI              | -               | -               | -                  | -                  | -                  | -           | -           | -           | 2      | 0      |
| gen.-giu. 2017         | Zrinjski Mostar        | PL                     | 5          | 1          | KB              | 1               | 0               | UCL                | -                  | -                  | -           | -           | -           | 6      | 1      |
| 2017-gen. 2018         | Zrinjski Mostar        | PL                     | 0          | 0          | KB              | 1               | 0               | UCL                | 1                  | 0                  | -           | -           | -           | 2      | 0      |
| Totale Zrinjski Mostar | Totale Zrinjski Mostar | Totale Zrinjski Mostar | 5          | 1          |                 | 2               | 0               |                    | 1                  | 0                  |             | -           | -           | 8      | 1      |
| gen.-giu. 2018         | Honvéd                 | NBI                    | 12         | 0          | MK              | 4               | 0               | UCL                | -                  | -                  | -           | -           | -           | 16     | 0      |
| 2018-2019              | Honvéd                 | NBI                    | 24         | 0          | MK              | 6               | 0               | UEL                | 3                  | 0                  | -           | -           | -           | 33     | 0      |
| 2019-2020              | Honvéd                 | NBI                    | 14         | 1          | MK              | 9               | 2               | UEL                | 4                  | 0                  | -           | -           | -           | 27     | 3      |
| Totale Honvéd          | Totale Honvéd          | Totale Honvéd          | 50         | 1          |                 | 19              | 2               |                    | 7                  | 0                  |             | -           | -           | 76     | 3      |
| 2020-feb. 2021         | Kisvárda               | NBI                    | 2          | 0          | MK              | 1               | 0               | -                  | -                  | -                  | -           | -           | -           | 3      | 0      |
| feb.-giu. 2021         | Opatija                | 2.HNL                  | 17         | 1          | CC              | -               | -               | -                  | -                  | -                  | -           | -           | -           | 17     | 1      |
| 2021-2022              | Opatija                | 2.HNL                  | 3          | 0          | CC              | 0               | 0               | -                  | -                  | -                  | -           | -           | -           | 3      | 0      |
| Totale Hajduk Spalato  | Totale Hajduk Spalato  | Totale Hajduk Spalato  | 20         | 1          |                 | 0               | 0               |                    | -                  | -                  |             | -           | -           | 20     | 1      |
| Totale carriera        | Totale carriera        | Totale carriera        | 166+8      | 9+1        |                 | 29              | 2               |                    | 10                 | 0                  |             | 0           | 0           | 213    | 12     |

### Cronologia presenze e reti in nazionale
| Cronologia completa delle presenze e delle reti in nazionale ― Croazia under 21 | Cronologia completa delle presenze e delle reti in nazionale ― Croazia under 21 | Cronologia completa delle presenze e delle reti in nazionale ― Croazia under 21 | Cronologia completa delle presenze e delle reti in nazionale ― Croazia under 21 | Cronologia completa delle presenze e delle reti in nazionale ― Croazia under 21 | Cronologia completa delle presenze e delle reti in nazionale ― Croazia under 21 | Cronologia completa delle presenze e delle reti in nazionale ― Croazia under 21 | Cronologia completa delle presenze e delle reti in nazionale ― Croazia under 21 |
| Data                                                                            | Città                                                                           | In casa                                                                         | Risultato                                                                       | Ospiti                                                                          | Competizione                                                                    | Reti                                                                            | Note                                                                            |
| ------------------------------------------------------------------------------- | ------------------------------------------------------------------------------- | ------------------------------------------------------------------------------- | ------------------------------------------------------------------------------- | ------------------------------------------------------------------------------- | ------------------------------------------------------------------------------- | ------------------------------------------------------------------------------- | ------------------------------------------------------------------------------- |
| 5-9-2011                                                                        | Sion                                                                            | Svizzera under 21                                                               | 4 – 0                                                                           | Croazia under 21                                                                | Qual. Europeo Under-21 2013                                                     | -                                                                               |                                                                                 |
| 6-10-2011                                                                       | Osijek                                                                          | Croazia under 21                                                                | 0 – 2                                                                           | Spagna under 21                                                                 | Qual. Europeo Under-21 2013                                                     | -                                                                               | 75’                                                                             |
| 10-10-2011                                                                      | Tartu                                                                           | Estonia under 21                                                                | 0 – 1                                                                           | Croazia under 21                                                                | Qual. Europeo Under-21 2013                                                     | -                                                                               | 76’ 81’                                                                         |
| Totale                                                                          |                                                                                 | Presenze                                                                        | 3                                                                               |                                                                                 | Reti                                                                            | 0                                                                               |                                                                                 |

## Palmarès

### Club

#### Competizioni nazionali
- Coppa di Croazia: 1

Hajduk Spalato: 2012-2013
- Campionato bosniaco: 1

Zrinjski Mostar: 2016-2017
- Coppa d'Ungheria: 1

Honvéd: 2019-2020